# Пфордтен, Людвиг фон дер
Людвиг Карл Генрих фон дер Пфо́рдтен (нем. Ludwig Karl Heinrich von der Pfordten; 11 сентября 1811, Рид, Верхняя Австрия — 18 августа 1880, Мюнхен) — баварский правовед и государственный деятель, с 1854 года — барон фон дер Пфордтен. В 1849—1859 и в 1864—1866 годах возглавлял правительство Баварии.

## Биография
Пфордтен изучал право в Гейдельбергском и Эрлангенском университетах. Габилитировался в 1833 году, с 1836 года служил профессором римского права в Вюрцбургском университете. В 1846 году назначен профессором юридического факультета Лейпцигского университета. Дважды избирался ректором Лейпцигского университета. В Саксонии занялся политикой и возглавил местных либералов. В марте 1848 года был назначен министром иностранных дел и просвещения Саксонии в правительстве Карла Брауна. После роспуска кабинета в феврале 1849 года протестант Пфордтен занял в апреле 1849 года должность министра иностранных дел Баварии, а в декабре того же года возглавил Совет министров Баварии. Находясь у власти, Пфордтен безуспешно пытался создать из центральногерманских государств третью властную силу в Центральной Европе наряду с Пруссией и Австрией, так называемую «Третью Германию» во главе с Баварией. Тем самым на Пфордтена легла ответственность за то, что Бавария фактически торпедировала проект Эрфуртского союза. Идея Третьей Германии потеряла актуальность после подписания Пруссией и Австрией Ольмюцкого соглашения в ноябре 1850 года. Пфордтен вышел в отставку в 1859 году под давлением либеральной и демократической оппозиции в ландтаге и впоследствии служил посланником Баварии в бундестаге Германской империи.
В 1864 году новый король Баварии Людвиг II вновь назначил Пфордтена на должность председателя Совета министров Баварии. После неудач в переговорах по предложенному Пруссией плану реформирования Германского союза и поражения Баварии на стороне Австрии в войне с Пруссией Пфордтен подал в отставку в декабре 1866 года.
Сын Людвига фон дер Пфордтена Герман стал музыковедом, сын Отто — химиком. Племянник Теодор — участник Пивного путча, убит у Фельдхернхалле и при национал-социалистах возведён в мученики.

## Сочинения
- Studien zu Kaiser Ludwigs oberbayrischem Stadt- und Landrecht (Мюнхен, 1875)